# Паспорт гражданина Великобритании
Паспорт гражданина Великобритании (англ. British passport) — паспорт, выдаваемый всем категориям граждан Великобритании для осуществления поездок за границу. Паспорт выдаётся МВД Великобритании, а также коронными землями и заморскими территориями Соединённого Королевства. Все паспорта, выданные с 2006 года, являются биометрическими.

## Виды британских паспортов
Существует множество типов британских паспортов для различных категорий британского гражданства, вариантов для определенных территорий, а также дипломатические, служебные, коллективные и чрезвычайные паспорта. В следующей таблице показано количество действительных британских паспортов на последний день 2023 года для каждой категории гражданства:
| Вид паспорта по категории гражданства                                                             | Место жительства владельца | Код документа | Действующие паспорта по состоянию на 31 декабря 2023 г. |
| ------------------------------------------------------------------------------------------------- | --- | ------------- | ------------------------------------------------------- |
| Паспорт гражданина Великобритании British citizen passport                                        | Англия, Уэльс, Шотландия, Северная Ирландия, Гибралтар, Гернси, Джерси, Мэн | GBR           | 51 291 365                                              |
| Паспорт гражданина Британских заморских территорий British Overseas Territories Citizens passport | Ангилья, Бермудские Острова, Виргинские Острова, Гибралтар, Острова Кайман, Монтсеррат, Острова Святой Елены, Вознесения и Тристан-да-Кунья, Теркс и Кайкос, Фолклендские острова, Острова Питкэрн | GBD           | 105 879                                                 |
| Паспорт гражданина Великобритании за рубежом British Nationals (Overseas) passport                | Гонконг | GBN           | 719 973                                                 |
| Паспорт британского подданного British subjects passport                                          | в Великобритании | GBS           | 22 081                                                  |
| Паспорт британского подданного British subjects passport                                          | не в Великобритании | GBS           | 632                                                     |
| Паспорт зарубежного гражданина Великобритании British Overseas citizens passport                  | Лица, связанные с Британской империей, не проживающие в Великобритании | GBO           | 10 177                                                  |
| Паспорт лица, находящееся под защитой Великобритании British protected persons passport           | в любом месте | GBP           | 1 093                                                   |

## Визовые требования для граждан Великобритании
В 2017 году подданные Великобритании имели безвизовый доступ в 156 стран и территорий. Таким образом, согласно Индексу ограничений визового режима паспорт гражданина Великобритании стал третьим в мире. В 2020 году подданные Великобритании имели безвизовый доступ в 184 страны и территории.

Визовые требования для владельцев паспорта гражданина Великобритании
Англия, Уэльс, Шотландия, Северная Ирландия, Гибралтар, Гернси, Джерси, Мэн
Ирландия (Свобода передвижения)
Безвизовый режим / ESTA / eTA / eVisitor
Виза по прибытии
Электронная виза / eVisa
Виза по прибытии либо онлайн
Требуется виза

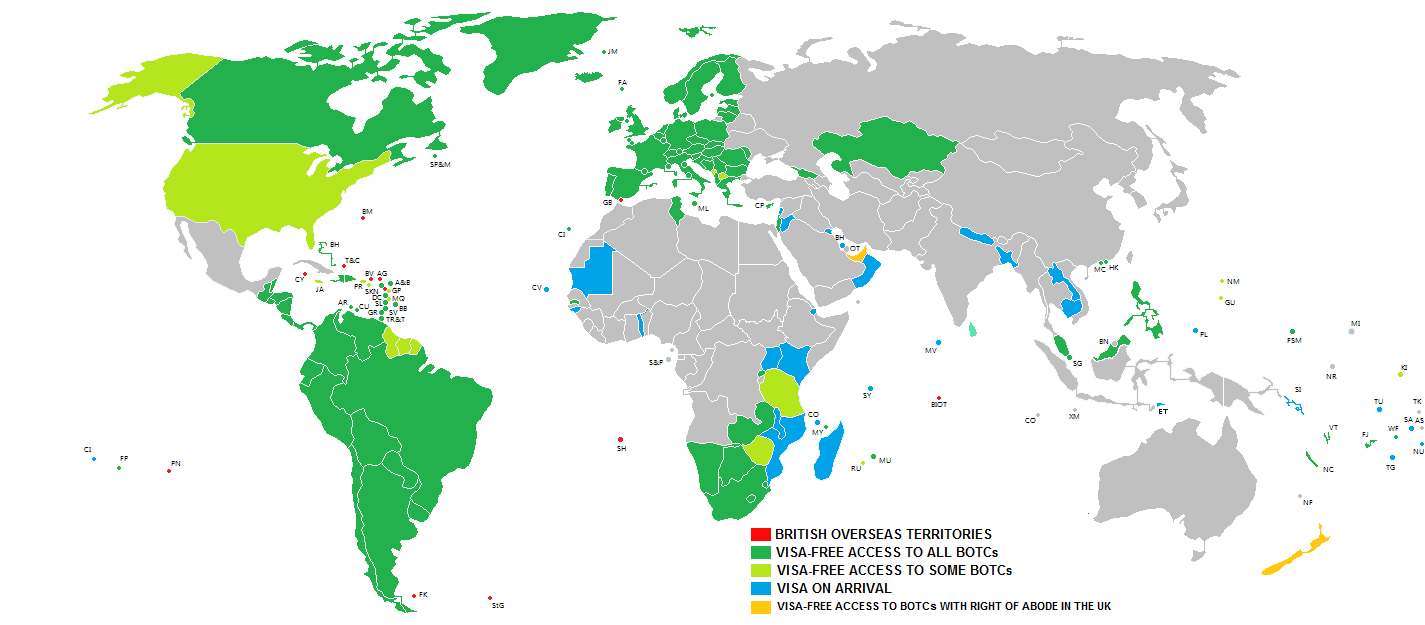
Визовые требования для владельцев паспорта гражданина Британских заморских территорий
Ангилья, Бермудские Острова, Виргинские Острова, Гибралтар, Острова Кайман, Монтсеррат, Острова Святой Елены, Вознесения и Тристан-да-Кунья, Теркс и Кайкос, Фолклендские острова, Острова Питкэрн
Безвизовый режим для всех заморских территорий
Безвизовый режим для некоторых заморских территорий
Виза по прибытии
Безвизовый режим для тех, кто имеет право на проживание в Великобритании
Требуется виза

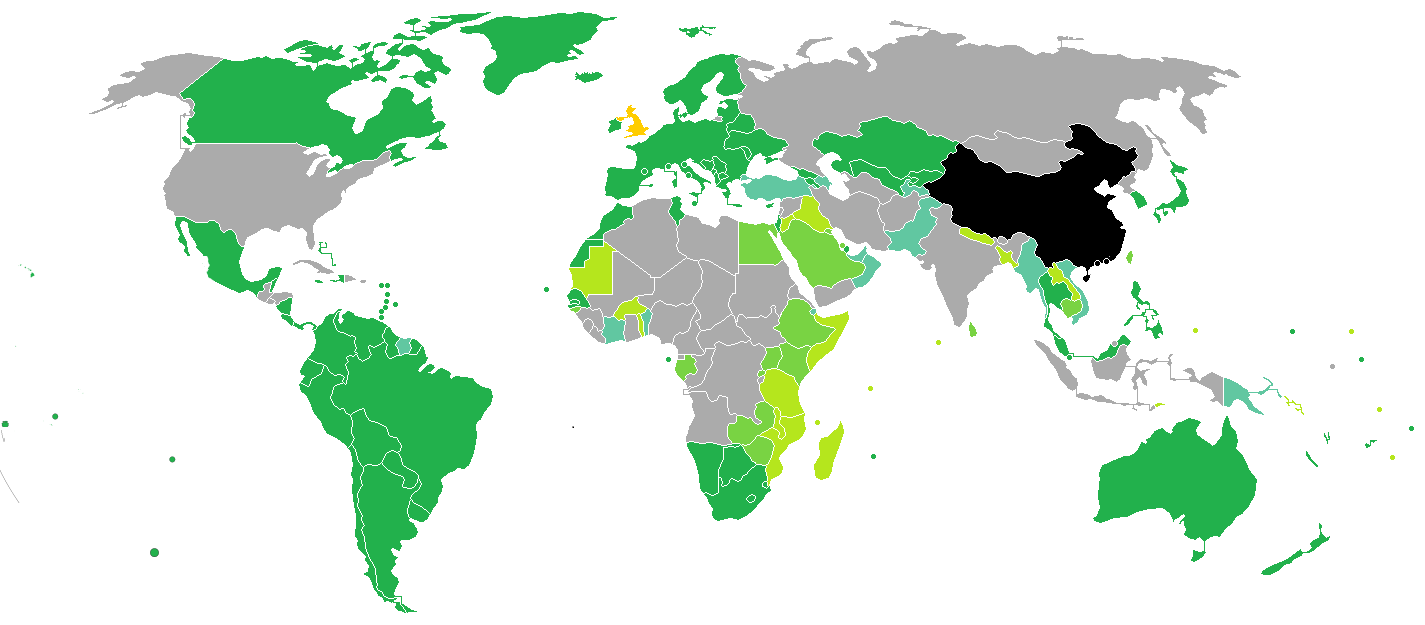
Визовые требования для владельцев паспорта гражданина Великобритании за рубежом
САР Гонконг, САР Макао, континентальный Китай
Въезд на 6 месяцев (с возможностью продления путём конвертации в визу BN(O)); Неограниченно (с действующей визой BN(O))
Безвизовый режим
Виза по прибытии
Электронная виза / eVisa
Виза по прибытии либо онлайн
Требуется виза